# De Havilland Canada DHC-2 Beaver
El de Havilland Canada DHC-2 Beaver (‘castor’ en inglés) es uno de los aviones STOL más famosos del mundo. Después de la Segunda Guerra Mundial, de Havilland Canada estaba interesada en diseñar y producir un avión con capacidades para las operaciones en las extremas condiciones del Norte de Canadá y Alaska.

## Diseño y desarrollo

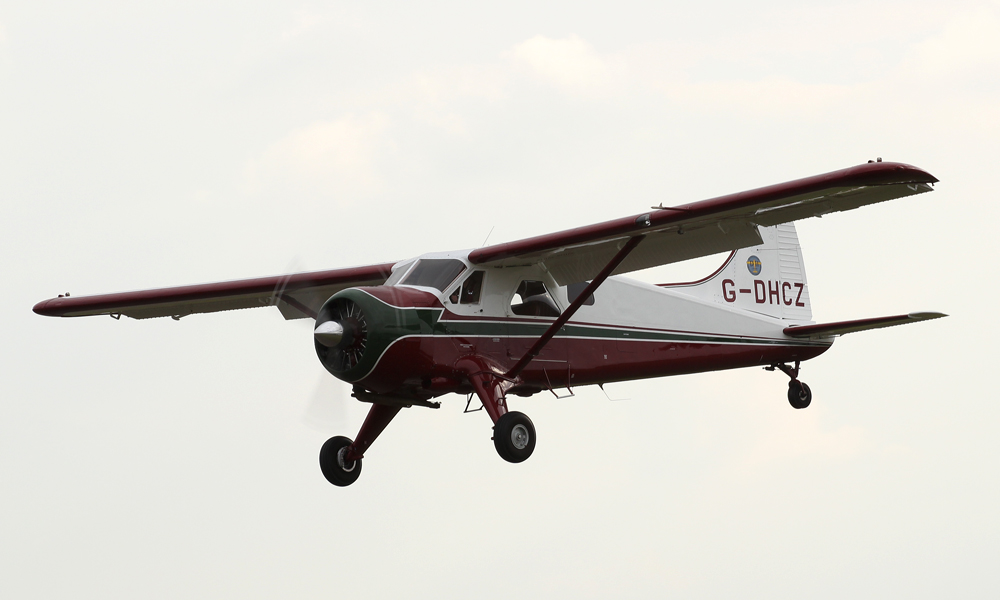
De Havilland Canada DHC-2 Beaver Mk1 G-DHCZ.

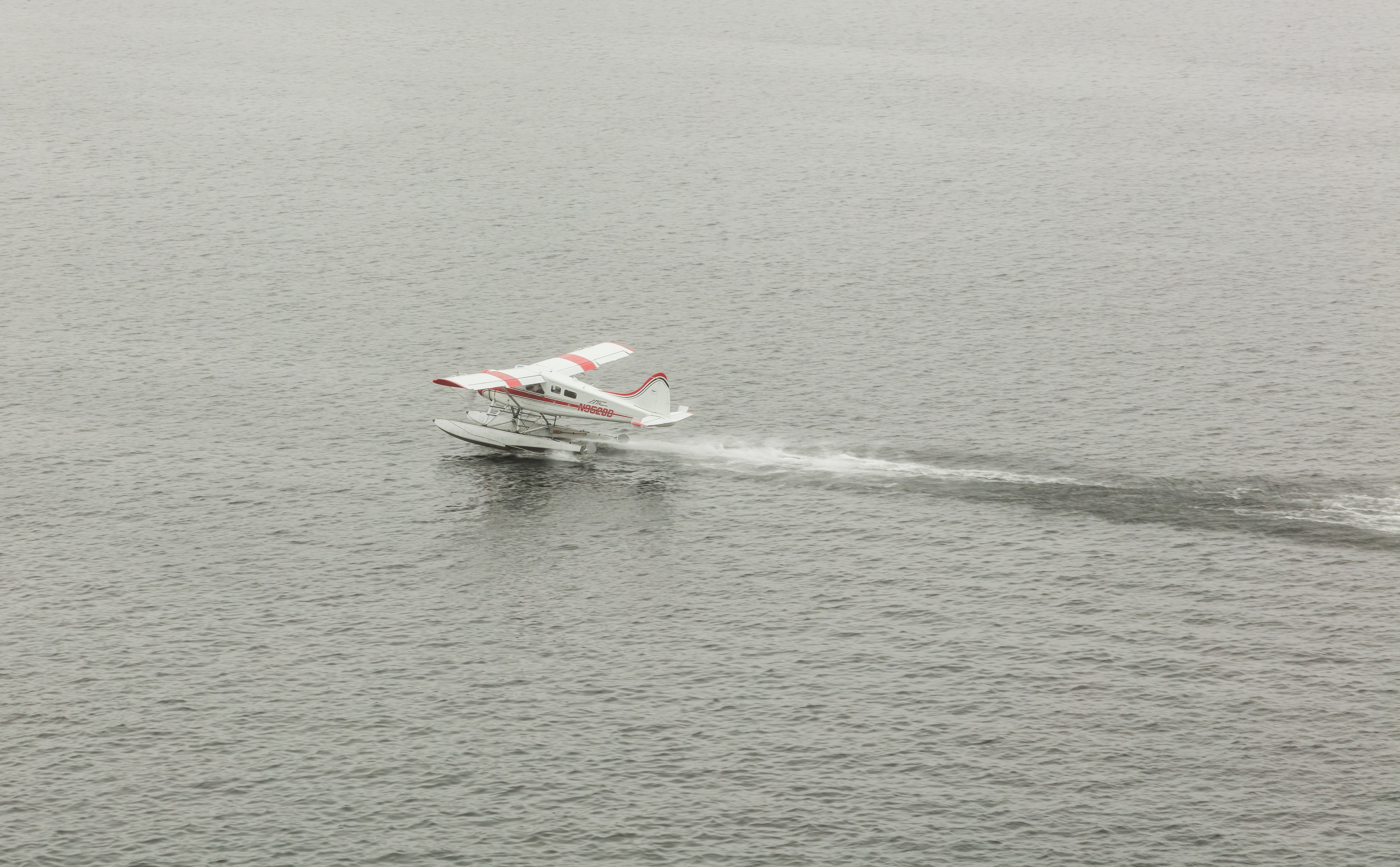
De Havilland Canada DHC-2 Beaver en pleno aterrizaje.

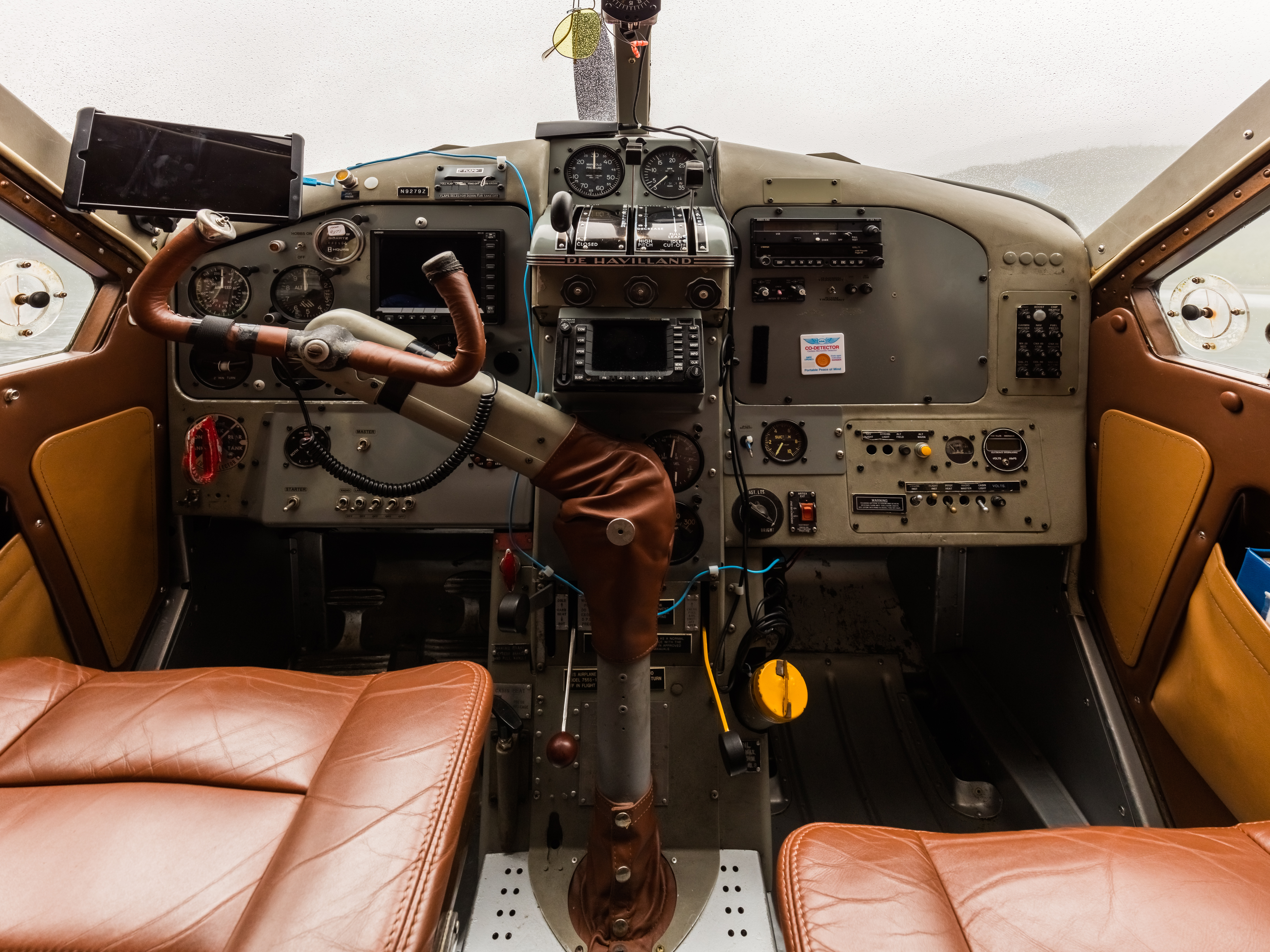
Interior de la cabina.

Dicho momento llegó a consecuencia de los requerimientos específicos planteados por el Departamento de Tierras y Bosques de la provincia de Ontario. El avión resultante también se adaptaba perfectamente a las necesidades de los pilotos forestales de Estados Unidos y otros países, acerca de un transporte utilitario STOL eficaz, resistente y fiable.
El Beaver se ha convertido en un símbolo del norte canadiense, y se ha ganado un gran prestigio en el mundo; la designación internacional de ICAO para los planes del vuelo es DHC-2. El modelo se utiliza para el trabajo aéreo (fumigación), y ha sido utilizado por las fuerzas armadas como avión para uso general; el Cuerpo Aéreo del Ejército de Estados Unidos compró varios cientos. Nueve DHC-2 todavía están en servicio con el Cuerpo Auxiliar de la Fuerza Aérea de Estados Unidos (Patrulla Aérea Civil) para la búsqueda y el rescate. Un Beaver de la fuerza aérea de Nueva Zelanda apoyó la expedición de Sir Edmund Hillary al Polo Sur.
Después de extensas consultas a los pilotos canadienses, se comenzó el desarrollo y diseño del Beaver, un confiable monomotor de ala alta que podía ser operado con ruedas, esquís o flotadores. El Beaver fue diseñado para el vuelo en áreas montañosas y remotas. Su capacidad STOL le hizo ideal para las áreas normalmente solamente accesibles vía canoa o a pie. Como vuela a menudo a lugares remotos (normalmente en climas fríos), el canalón que llena el depósito de aceite está situado en el interior de la cabina, por lo que puede ser rellenado mientras el avión está en vuelo. El primer vuelo del Beaver fue realizado en Downsview, Ontario, por el veterano piloto de la Segunda Guerra Mmundial Russ Bannock el 16 de agosto de 1947, y el modelo obtuvo el certificado en Canadá durante marzo de 1948. El primer avión de producción fue entregado en abril.
La producción a gran escala ya había comenzado y el Beaver I pronto entró en servicio, equipado con el motor radial Pratt & Whitney R-985 Wasp Junior. De los Beaver I construidos, unos 980 fueron a parar a las Fuerzas Armadas de Estados Unidos (YL-20 de pruebas de servicio, aviones de serie L-20A y L-20B, redesignados U-6 en 1962) y 46 al Ejército británico. Luego siguió un único Beaver II con motor radial de nueve cilindros Alvis Leonides, y, en 1964, unos cuantos Turbo-Beaver III con capacidad para diez pasajeros, propulsados por el turbohélice United Aircraft of Canada Ltd (más tarde Pratt & Whitney Canada PT6-6 o -20 de 578 eph. La mayor parte de los Turbo-Beaver fueron adquiridos por usuarios civiles. En Nueva Zelanda, un Beaver tenía equipado con un turbohélice Garrett TFE731. El avión fue un éxito inmediato dentro de la comunidad canadiense de aviación. La compañía contrató al veterano piloto Punch Dickins como su director de ventas y cuando la producción finalmente cesó en 1967, se habían fabricado 1657 Beaver.
En el apogeo de su carrera, el Beaver se había distribuido en unos 50 países, en los que alcanzó un gran prestigio por sus prestaciones, su estabilidad en tierra, que proporcionaba el tren de aterrizaje de vía ancha y rueda de cola, y su versatilidad. Básicamente, tenía acomodo para el piloto y siete pasajeros; estos últimos podían sustituirse por 680 kg de carga. Su capacidad para operar con tren de aterrizaje, esquís o flotadores, permitió una gran flexibilidad de utilización del Beaver.

## Variantes
Beaver I
Avión de transporte utilitario STOL monomotor.
Beaver AL Mk 1
Avión de transporte utilitario STOL para el Ejército Británico.
C-127
Designación original de los aviones DHC-2 usados por los militares estadounidenses, redesignados L-20.
YL-20
Aviones de pruebas y evaluación para los militares estadounidenses.
L-20A Beaver
Avión de transporte utilitario STOL para el Ejército de los Estados Unidos, más tarde redesignados U-6A en 1962, 968 construidos.
L-20B Beaver
Básicamente similar al L-20A, pero con cambios menores de equipamiento. Se vendieron seis al Ejército estadounidense. Más tarde redesignados U-6B en 1962.
U-6A
Aviones L-20A del Ejército estadounidense redesignados.
U-6B
Aviones L-20B del Ejército estadounidense redesignados.
Beaver II
Un avión equipado con un motor radial Alvis Leonides.
Wipaire Super Beaver
Conversión de L-20 Beaver excedentes del Ejército y Fuerza Aérea estadounidenses.
Wipaire Boss Turbo-Beaver
Conversión turbo equipada con un PT-6, pero reteniendo la forma curva del empenaje inferior.
Turbo-Beaver III
Propulsado por un motor turbohélice Pratt & Whitney PT6A-6 o -20 de 431 kW (578 ehp).
Airtech Canada DHC-2/PZL-3S
Conversión de piezas realizada por Airtech Canada en los años 80, usando motores radiales nuevos PZL-3S de 450 kW (600 hp).
Volpar Model 4000
Conversión de los años 70 por Volpar, primer vuelo en abril de 1972 con morro modificado con un turbohélice AiResearch TPE331-2U-203 con hélice tripala. Otros cambios incluían unos nuevos empenaje y timón.
Viking DHC-2T Turbo Beaver
Beaver refabricados por Viking Air, actualizados con un motor turbohélice Pratt & Whitney Canada PT6A-34 de 507 kW (680 hp).

## Operadores

### Civiles
El DHC-2 es popular con las compañías aéreas chárter, fuerzas policiales y pequeños operadores de aerotaxi, así como entre particulares y compañías. Tanto la Policía Montada de Canadá como la Guardia Fronteriza Finlandesa operan el avión.

### Militares
Argentina

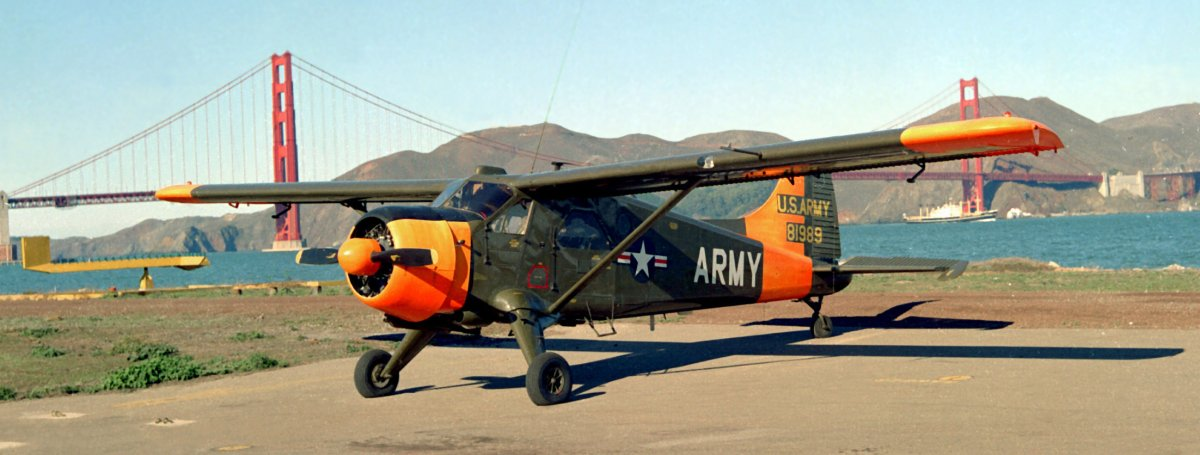
Ejemplar del Ejército estadounidense.

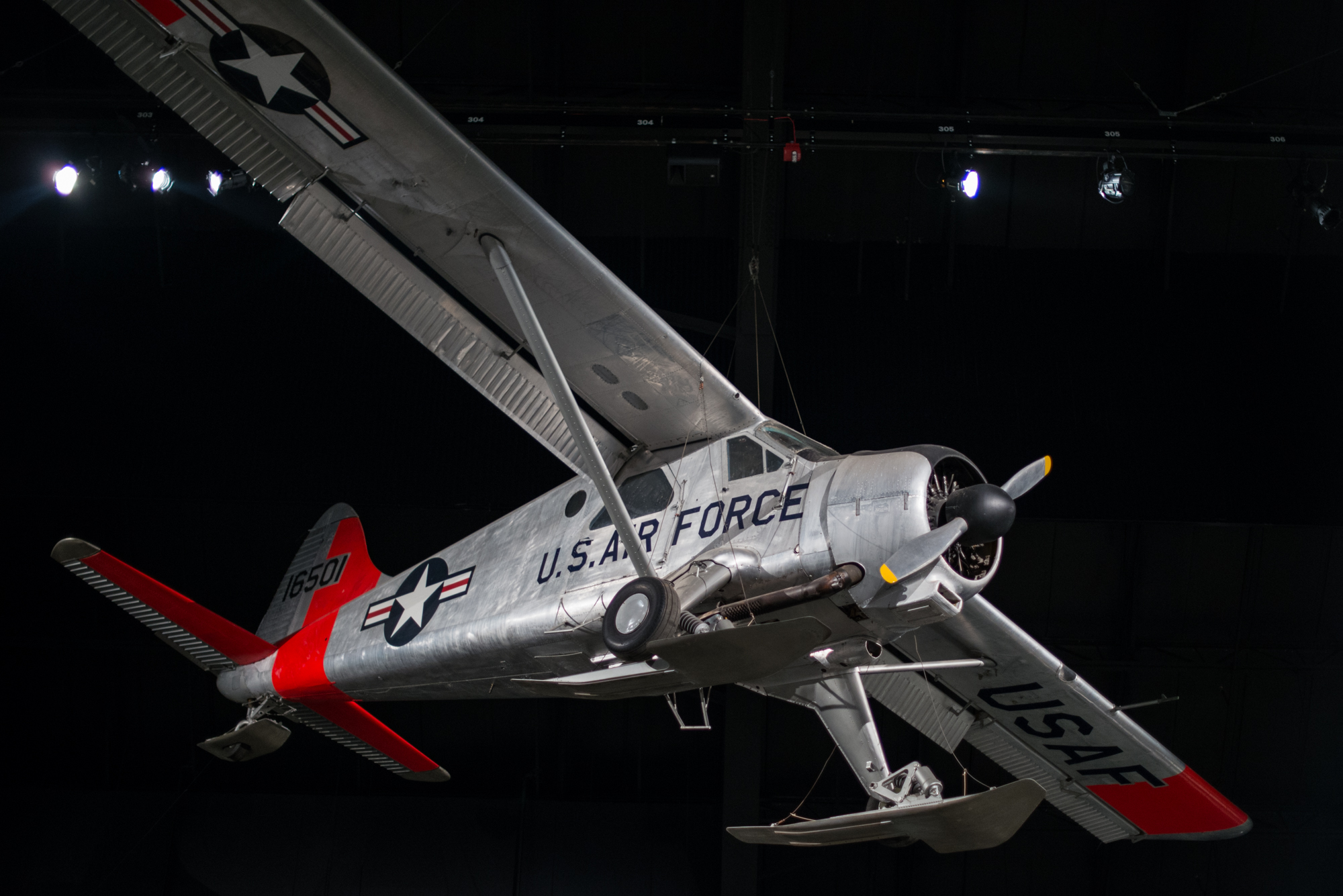
U-6A Beaver en el Museo Nacional de la Fuerza Aérea de los Estados Unidos.

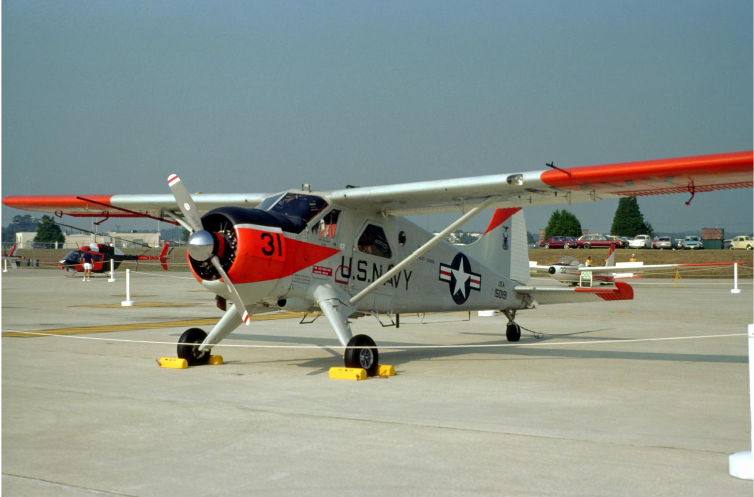
Avión U-6A Beaver en exhibición.

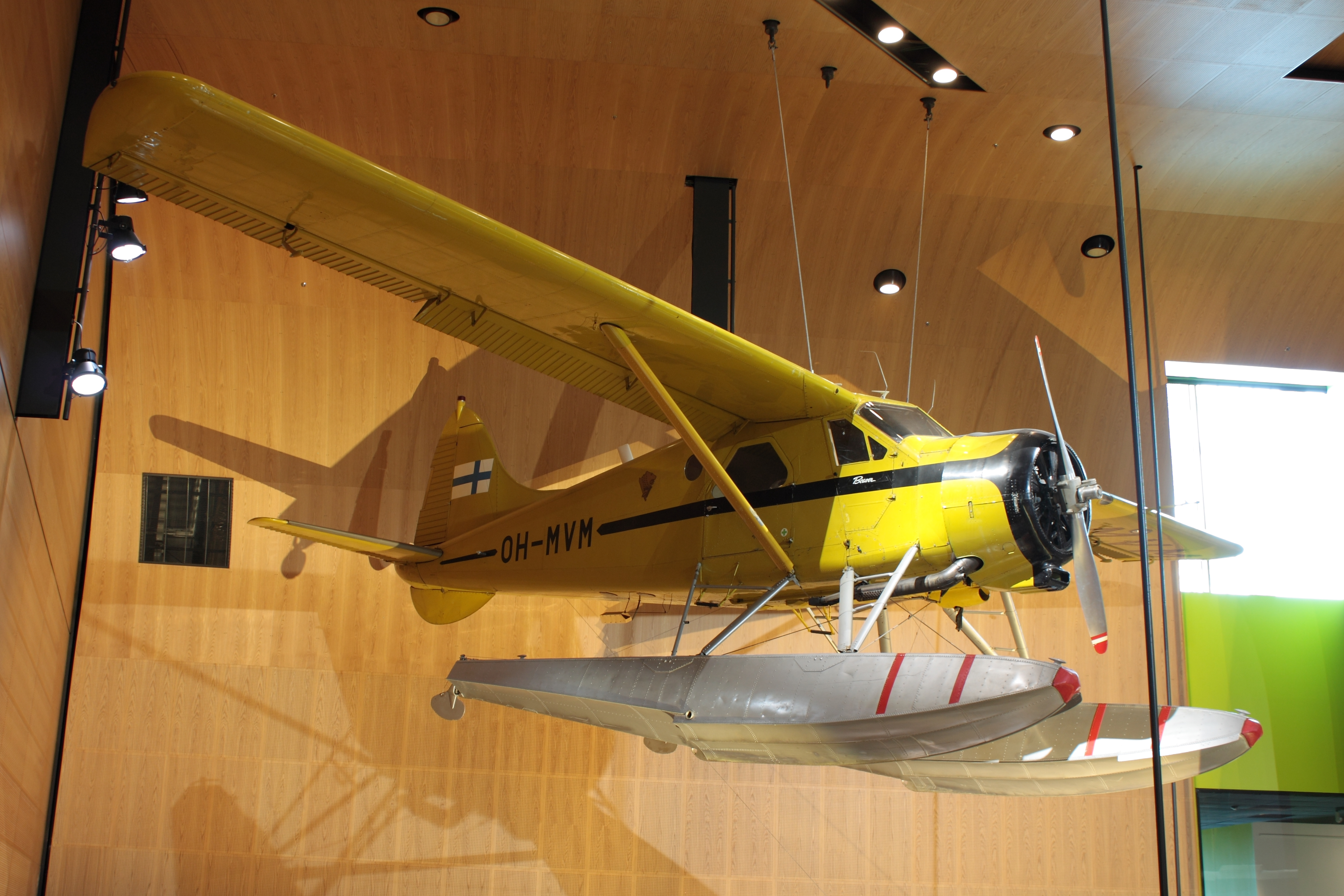
DHC-2 Beaver OH-MVM en el Maritime Centre Vellamo en Kotka, Finlandia.

- Fuerza Aérea Argentina: 6 ejemplares usados en la campaña antártica, sólo sobrevive uno en el Museo Nacional de Aeronáutica.
- Aviación Naval Argentina: 2 ejemplares usados en la campaña antártica, no sobrevive ninguno.

 Australia
- Real Fuerza Aérea Australiana: cinco en servicio en 1955–1964.

 Austria
- Fuerza Aérea Austriaca

- Fuerza Aérea Birmana

 Camboya
- Real Fuerza Aérea Camboyana: recibió tres L-20 de los Estados Unidos a finales de los años 50.[7]

 Chile
- Fuerza Aérea de Chile

 República de China
- Fuerza Aérea de la República de China

 Colombia
- Fuerza Aérea Colombiana

 Corea del Sur
- Fuerza Aérea de la República de Corea[8]

 Cuba
- Fuerza Aérea de Cuba

 República Dominicana
- Fuerza Aérea Dominicana

 Estados Unidos
- Patrulla Aérea Civil
- Ejército de los Estados Unidos
- Fuerza Aérea de los Estados Unidos[9]
- Armada de los Estados Unidos[10]

Federación de Arabia del Sur
- Fuerza Aérea de la Federación de Arabia del Sur

 Filipinas
- Fuerza Aérea de Filipinas[11]
- Armada Filipina

 Finlandia
- Fuerza Aérea Finlandesa
- Guardia Fronteriza Finlandesa

 Francia
- Armée de l'air

 Ghana
- Fuerza Aérea Ghanesa

 Grecia
- Fuerza Aérea Griega
- Ejército Griego

 Haití
- Fuerzas Armadas de Haití

 Indonesia
 Irán
- Fuerza Aérea Imperial Iraní

 Kenia
- Fuerza Aérea de Kenia: en operación en 1964–1983.

- Real Fuerza Aérea Laosiana

 Nueva Zelanda
- Real Fuerza Aérea de Nueva Zelanda

 Omán
- Real Fuerza Aérea de Omán

 Países Bajos
- Real Fuerza Aérea de los Países Bajos

- Fuerzas Públicas de Panamá

 Paraguay
- Fuerzas Armadas de Paraguay: 4 U-6A donados por MAP en 1975.

 Perú
- Fuerza Aérea del Perú

 Reino Unido
- Cuerpo Aéreo del Ejército: adquirió 46 Beaver.[2]

 Tailandia
- Real Ejército Tailandés

 Turquía
- Ejército de Turquía

 Uganda
 Vietnam del Sur
- Fuerza Aérea de Vietnam

 Yemen del Sur
- Fuerza Aérea de Yemen del Sur

 Yugoslavia
- Fuerza Aérea de la República Federal Socialista de Yugoslavia

 Zambia
- Fuerza Aérea de Zambia

## Especificaciones
Referencia datos: 'The Encyclopedia of World Aircraft, BAE Systems

### Características generales
- Tripulación: Uno (piloto)
- Capacidad: Seis pasajeros
- Carga: 953 kg
- Longitud: 9,2 m (30,2 ft)
- Envergadura: 14,6 m (48 ft)
- Altura: 2,7 m (9 ft)
- Superficie alar: 23,2 m² (249,7 ft²)
- Peso vacío: 1361 kg (2999,6 lb)
- Peso cargado: 2313 kg (5097,9 lb)
- Planta motriz: 1× motor radial de nueve cilindros refrigerado por aire Pratt & Whitney R-985 Wasp Jr.
  - Potencia: 336 kW (463 HP; 457 CV)

### Rendimiento
- Velocidad máxima operativa (Vno): 255 km/h (158 MPH; 138 kt)
- Velocidad crucero (Vc): 230 km/h (143 MPH; 124 kt)
- Alcance: 732 km (395 nmi; 455 mi)
- Techo de vuelo: 5486 m (17 999 ft)
- Régimen de ascenso: 5,2 m/s (1024 ft/min)

## Aeronaves relacionadas

### Desarrollos relacionados
- de Havilland Canada DHC-3 Otter

### Aeronaves similares
- Gippsland GA8
- Fairchild F-11 Husky
- Murphy Moose
- Noorduyn Norseman
- Helio Courier
- Max Holste Broussard
- PAC P-750 XSTOL
- Pilatus PC-6 Porter

### Secuencias de designación
- Secuencia DHC-_ (interna de de Havilland Canada): DHC-1 - DHC-2 - DHC-3 - DHC-4 - DHC-5 →
- Secuencia C-_ (Aviones de carga del USAAC/USAAF/USAF, 1924-1962): ← C-124 - C-125 - C-126 - C-127 (I) - C-127 (II) - C-128 - C-129 →
- Secuencia L-_ (Aviones de Enlace de las USAAF/USAF, 1942-1962): ← L-17  - L-18 - L-19 - L-20 - L-21 - L-22 - L-23 →
- Secuencia U-_ (Aviones Utilitarios estadounidenses, 1962-presente): ← U-3 - U-4 - U-5 - U-6 - U-7 - U-8 - U-9 →